# Chimarra bintang
Chimarra bintang (лат.) — вид мелких ручейников рода Chimarra из семейства приречные ручейники (Philopotamidae). Эндемики Океании. Этимология видового названия: Bintang — по-индонезийски означает звезда (местность Star Range, или Звездный хребет).

## Распространение
Остров Новая Гвинея, Индонезия, провинция Папуа, Star Range, Sibil Valley, 1300 м, около 5° 00' ю. ш., 141° 00' в. д.

## Описание
Ручейники мелких размеров. Длина переднего крыла 4,6—5,7 мм. Общий цвет тела и крыльев бледный, пепельный. C. bintang относится к группе C. papuana (по Mey, 2006) и наиболее похож на C. porsen, C. bobita, C. kalija, C. mendiana и C. ukarumpana тем, что удлиненный вентральный отросток на IX сегменте достигает дистального края IX сегмента. Chimarra bintang наиболее схожа с C. porsen и C. mendiana тем, что при боковом виде вершина дорсо-апикального выступа нижних придатков не расширена, как у C. bobita и C. ukarumpana. Chimarra bintang отличается от C. porsen, C. kalija и C. ukarumpana тем, что вентральный отросток на IX сегменте слегка сужен дистально при боковом виде, а нижние придатки постепенно сужены в дистальной трети, с вентральным краем почти нерегулярно выпуклым. Самки неизвестны.  Формулы шпор 1, 4, 4; вторая анальная жилка задних крыльев сливается с первой анальной жилкой, образуя замкнутую ячейку. Вид был впервые был описан в 2020 году в ходе ревизии, проведённой австралийским энтомологом Дэвидом Картрайтом (D. I. Cartwright; Wandana Heights, Виктория, Австралия).